# Taxinge socken
Taxinge socken i Södermanland ingick i Selebo härad, ingår sedan 1999 i Nykvarns kommun och motsvarar från 2016 Taxinge distrikt i Stockholms län.
Socknens areal är 42,1 kvadratkilometer, varav 41,1 land. År 2000 fanns här 763 invånare.Taxinge-Näsby slott, tätorterna Finkarby och Nygård samt kyrkbyn Taxinge med sockenkyrkan Taxinge kyrka ligger i socknen.  

## Administrativ historik
Taxinge socken har medeltida ursprung. 
Vid kommunreformen 1862 övergick socknens ansvar för de kyrkliga frågorna till Taxinge församling och för de borgerliga frågorna till Taxinge landskommun. Landskommunen inkorporerades 1952 i Mariefreds stad som 1971 uppgick i Strängnäs kommun. Taxinge fördes 1971 till Södertälje kommun och från Södermanlands län till Stockholms län. Detta område utbröts 1999 ur Södertälje kommun och bildade Nykvarns kommun. Församlingen uppgick 2002 i Turinge-Taxinge församling.
1 januari 2016 inrättades distriktet Taxinge, med samma omfattning som församlingen hade 1999/2000.
Socknen har tillhört län, fögderier, tingslag och domsagor enligt vad som beskrivs i artikeln Selebo härad. De indelta soldaterna tillhörde Södermanlands regemente, Gripsholms kompani.

## Geografi

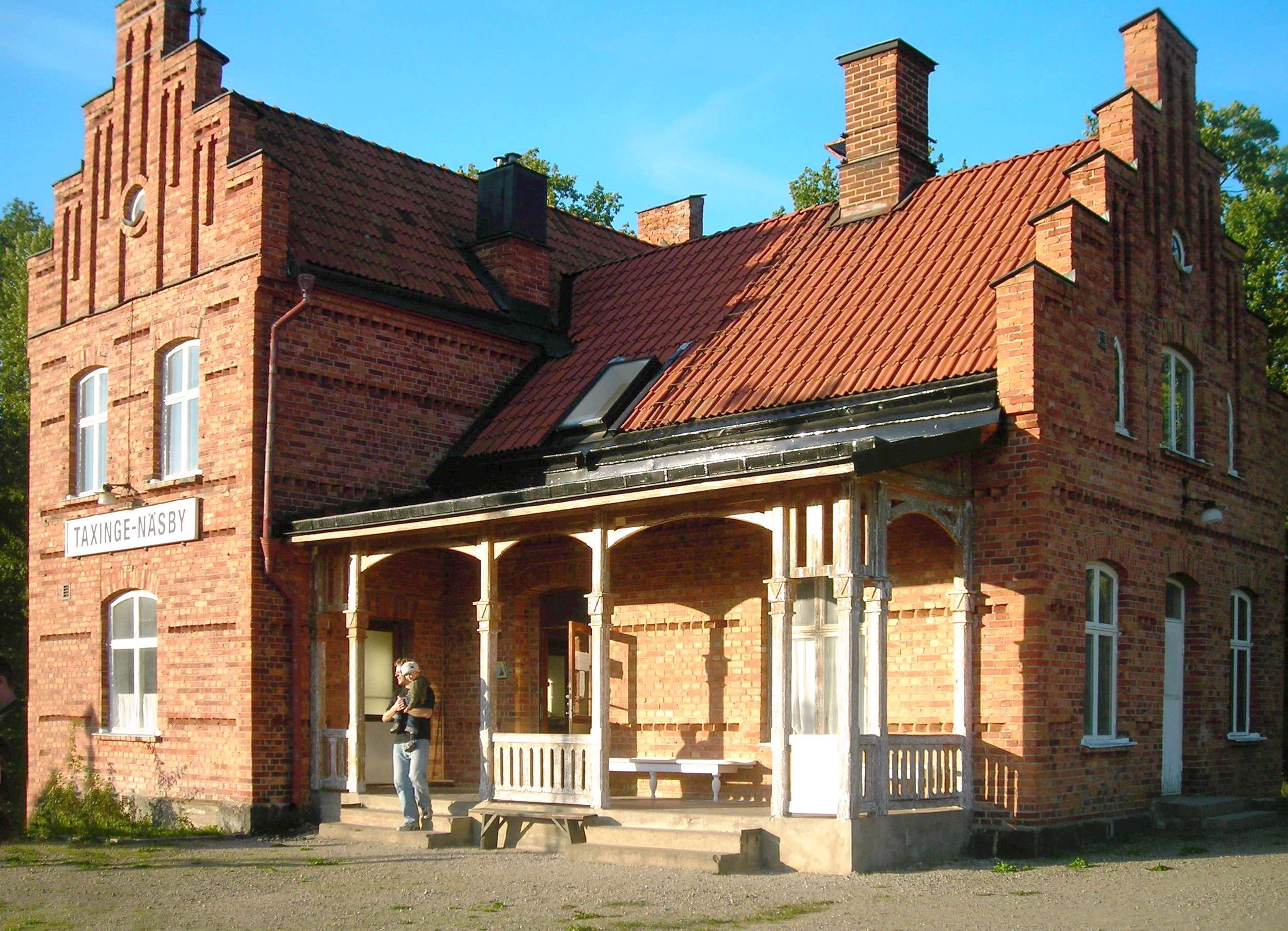
Gamla järnvägsstationen Taxinge-Näsby

Taxinge socken ligger söder om Gripsholmsviken. Socknen är en kuperad skogsbygd med inslag av dalbygder.

## Fornlämningar
Nio gravfält från yngre järnåldern är funna. Vidare finns två fornborgar. En silverskatt har påträffats vid Finkarby gärde.
Skatten som är mycket intressant består av två mycket vackra runda spännen, två halsringar och bitar av dylika, fem armringar, allehanda fragment (bland annat från nålar, beslag, hänge, silverkärl, ring, ten med mera) samt 15 hela och 43 brutna kufiska, alltså arabiska, mynt liksom ett sällsynt så kallat björkömynt och tre pärlor av glas och lera. Förutom pärlorna är alltsammans gjort av silver.  

## Namnet
Namnet (1280 Thaxunge) innehåller i efterleden inbyggarbeteckningen inge/unge. Förleden kan vara naturnamnet Thaxnäs bildat från thax, 'grävling'.